# ジョンソン郡 (ジョージア州)

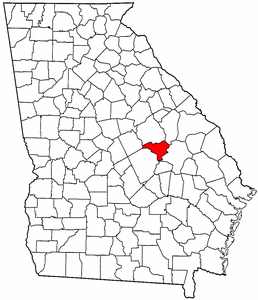

ジョンソン郡（Johnson County）は、アメリカ合衆国ジョージア州にある郡である。人口は9,656人（2015年推計）。郡庁所在地はw:Wrightsville, Georgiaである。

## 地理
アメリカ合衆国統計局によると、この郡は総面積794 km2 (307 mi2) である。このうち788 km2 (304 mi2) が陸地で6 km2 (2 mi2) が水地域である。総面積の0.74%が水地域となっている。

## 人口動勢
2000年現在の国勢調査で、この郡は人口8,560人、3,130世帯、及び2,241家族が暮らしている。人口密度は11/km2 (28/mi2) である。5/km2 (12/mi2) の平均的な密度に3,634軒の住宅が建っている。この郡の人種的な構成は白人62.44%、アフリカン・アメリカン36.96%、先住民0.13%、アジア0.12%、太平洋諸島系0.01%、その他の人種0.07%、及び混血0.27%である。ここの人口の0.91%はヒスパニックまたはラテン系である。
この郡内の住民は30.10%が18歳未満の未成年、18歳以上24歳以下が8.90%、25歳以上44歳以下が24.30%、45歳以上64歳以下が21.10%、及び65歳以上が15.60%にわたっている。中央値年齢は35歳である。女性100人ごとに対して男性は97.10人である。18歳以上の女性100人ごとに対して男性は83.50人である。
この郡内の世帯ごとの平均的な収入は23,848米ドルであり、家族ごとの平均的な収入は29,663米ドルである。男性は28,952米ドルに対して女性は18,171米ドルの平均的な収入がある。この郡の一人当たりの収入 (per capita income) は12,384米ドルである。人口の22.60%及び家族の20.90%は貧困線以下である。全人口のうち18歳未満の29.60%及び65歳以上の30.90%は貧困線以下の生活を送っている。

## 都市及び町
- Kite
- Wrightsville